# Eleccions presidencials del Senegal de 2000
Les eleccions presidencials del Senegal de 2000 es van realitzar el 21 de febrer del mateix any. No va haver cap guanyador immediat en la primera volta al no obtenir una majoria absoluta, és a dir, més del 50 % dels vots. Arran d'això, es va celebrar una segona volta o balotaje, entre els dos primers candidats el 19 de març del mateix any. Abdoulaye Wade, que va quedar segon en la primera volta, esdevé el guanyador a les eleccions al guanyar la segona volta amb 58.49% dels vots, enfront Abdou Diouf, el fins ara president de Senegal, amb 41.51%.